# Source Music
Source Music (hangeul : 쏘스뮤직) est un label discographique sud-coréen fondé en 2009 par So Sung-jin. Le label fonctionne comme une maison de disque, une agence de talents et une société de production musicale. Le label est connu pour produire le groupe Le Sserafim et anciennement GFriend.
En juillet 2019, la société est acquise par Big Hit Entertainment (désormais HYBE) et devient une filiale de celle-ci. Toutefois, Source Music continuer s'opérer indépendamment dans les domaines de la production musicale, de la gestion des artistes et de la communication avec les fans, tout en recevant du soutien de la part de HYBE.

## Histoire

### 2009-2015: Débuts
Source Music est fondé le 17 novembre 2009 par So Sung-jin, ancien gestionnaire de talents chez SM Entertainment et président-directeur général de H2 Entertainment. En 2010, la toute première artiste du label, la soliste féminine (et ancienne membre de Baby V.O.X) Kan Mi-youn, sort son premier single numérique intitulé Going Crazy,, dont le clip met en scène Lee Joon et Mir de MBLAQ, et qui atteint la 11e place du classement national sud-coréen Gaon.
En 2012, Glam est formé. Le groupe était une collaboration entre Source Music et Big Hit Entertainment et se composait des membres Dahee, Trinity, Zinni, Miso et Jiyeon. Cependant, Trinity démissionne avant ses débuts pour des raisons personnelles. Le groupe est actif jusqu'en 2014 et est dissous après que Dahee ait été condamnée à un an de prison pour une affaire d'extorsion contre l'acteur Lee Byung-hun. À cette époque, le contrat de Glam avec Big Hit Entertainment prend fin. Les membres ne voulaient pas renouveler le contrat, en partie à cause du scandale de Dahee.

### Depuis 2015: Croissance avec GFriend puis affiliation à HYBE
En 2015, GFriend est lancé par le label. Le groupe est composé de six membres : Sowon, Yerin, Eunha, Yuju, SinB et Umji. Elles ont débuté le 15 janvier 2015 avec l'EP Season of Glass.
En juillet 2019, HYBE Corporation (autrefois Big Hit Entertainment) acquiert Source Music, faisant du label une filiale de la société tout en conservant la même gestion et le même style qu'auparavant,.  Quelques mois plus tard, en septembre 2019, il a été révélé qu'un groupe féminin produit conjointement entre Source Music et Big Hit Entertainment devrait faire ses débuts en 2021 à l'issue des PLUS Global Audition.
Le 22 mars 2021, Source Music, ainsi que les autres labels sous HYBE, déménagent dans le nouveau siège social du groupe au Yongsan Trade Center dans le district de Yongsan, à Séoul. Le 31 mars 2021, le site web officiel de Source Music change son adresse physique pour le nouveau bâtiment à Yongsan, Séoul.
Après avoir terminé leur contrat de six ans, toutes les membres de GFriend quittent la société le 22 mai 2021,.
En mars 2022, les médias annoncent que Sakura Miyawaki et Kim Chae-won, anciennes membres d'Iz*One, ont signé des contrats exclusifs avec Source Music et feront leurs débuts en tant que membres de Le Sserafim en mai de la meme année,. Le groupe débute donc le 2 mai 2022 avec l'EP Fearless. Le 21 juillet 2022, Kim Garam est retirée du groupe à la suite des accusations de harcèlement scolaire.
Début 2025, les membres de GFriend se réunissent à nouveau et sortent le single Season of Memories afin de fêter leur 10e anniversaire.

## Artistes

### Groupes
- Le Sserafim

## Anciens artistes
Liste des groupes et artistes anciennement sous Source Music :
- Kan Mi-youn (2009–2014)
- 8Eight (2011–2014, co-managés avec Big Hit Entertainment)[19]
  - Lee Hyun (2011–2014)
  - Baek Chan (2011–2014)
  - Joo Hee (2011–2014)
- Glam (2012–2015, co-managés avec Big Hit Entertainment)[20]
  - Trinity (2012)
  - Zinni (2012–2015)
  - Jiyeon (2012–2015)
  - Dahee (2012–2015)
  - Miso (2012–2015)
- MI.O (2014–2016)[21]
  - Jang Jung-woo (2014–2016)
  - Lee Jung-wook (2014–2016)
  - Yoo Saeng-hwan (2014–2016)
- GFriend (2015–2021 ; 2025)[22]
  - Sowon (2015–2021)
  - Yerin (2015–2021)
  - Eunha (2015–2021)
  - Yuju (2015–2021)
  - SinB (2015–2021)
  - Umji (2015–2021)